# Odoidokos
Odoidokos (altgriechisch Ὀδοιδόκος Odoidókos) oder Hodoidokos (Ὁδοίδοκος Hodoídokos) ist eine Gestalt der griechischen Mythologie.
Er war ein Sohn des Kynos und Enkel des Opus. Mit seiner Gemahlin Laonome zeugte Odoidokos die Söhne Kalliaros und Oileus. Kalliaros gründete später die nach ihm benannte Stadt, Oileus wurde König der opuntischen Lokrer.